# العـروض (السدة)

تعديل مصدري - تعديل

العـروض محلة تابعة لقرية رباط العصبات، التابعة لعزلة المرخام بمديرية السدة إحدى مديريات محافظة إب في الجمهورية اليمنية.، بلغ تعداد سكانها 57 حسب تعداد اليمن لعام 2004.